# Eric Stewart
Eric Michael Stewart (20 de gener de 1945, Droylsden) és un músic i compositor anglès. Va ser membre dels grups The Mindbenders durant els anys 1960 i 1970.
Van enregistrar dos àlbums en solitari als anys 1980, Girls i Frooty Rooties, i va col·laborar amb Paul McCartney entre 1981 i 1985, i el 2009 va publicar el seu tercer àlbum en solitari, Viva la Difference.

## Discografia
- Girls (Polydor, 1980)
- Frooty Rooties (Phonogram/Mercury Records, 1982)
- Do Not Bend (2003)
- Viva la Difference (2009)

## Filmografia com a actor
- Give My Regards to Broad Street (octubre 1984)
- To Sir, With Love (juny 1967)